# تئو مکیبن
تئو مکیبن (انگلیسی: Theo Mackeben; ۵ ژانویهٔ ۱۸۹۷ – ۱۰ ژانویهٔ ۱۹۵۳) رهبر ارکستر، آهنگساز و نوازنده پیانو اهل آلمان بود.

## فیلم‌شناسی
- عشق، مرگ و شیطان (۱۹۳۴)
- بل آمی (۱۹۳۹)
- گناهکار (۱۹۵۱)